# Мортань-сюр-Севр (кантон)
Мортань-сюр-Севр (фр. Mortagne-sur-Sèvre) — кантон во Франции, находится в регионе Пеи-де-ла-Луар, департамент Вандея. Входит в состав округа Ла-Рош-сюр-Йон.

## История
Кантон Мортань-сюр-Севр был создан в 1790 году и его состав несколько раз менялся. Современный кантон Мортань-сюр-Севр образован в результате реформы 2015 года.
С 1 января 2019 года состав кантона изменился: коммуны Ла-Верри и Шамбрето образовали новую коммуну Шанверри.

## Состав кантона с 1 января 2019 года
В состав кантона входят коммуны (население по данным Национального института статистики за 2019 г.):
- Борепер (2 442 чел.)
- Кюган (3 563 чел.)
- Ла-Бернадьер (1 868 чел.)
- Ла-Брюфьер (4 028 чел.)
- Ла-Гобретьер (3 111 чел.)
- Ле-Ланд-Женюсон (2 403 чел.)
- Мальевр (243 чел.)
- Мортань-сюр-Севр (6 059 чел.)
- Сен-Лоран-сюр-Севр (3 689 чел.)
- Сен-Мало-дю-Буа (1 615 чел.)
- Сен-Мартен-де-Тийёль (1 082 чел.)
- Сент-Обен-дез-Ормо (1 344 чел.)
- Тиффож (1 576 чел.)
- Трез-Ван (1 246 чел.)
- Шанверри (5 453 чел.)

## Политика
На президентских выборах 2022 г. жители кантона отдали в 1-м туре Эмманюэлю Макрону 41,8 % голосов против 18,5 % у Марин Ле Пен и 13,5 % у Жана-Люка Меланшона; во 2-м туре в кантоне победил Макрон, получивший 69,6 % голосов. (2017 год. 1 тур: Франсуа Фийон – 28,1 %, Эмманюэль Макрон – 27,1 %, Жан-Люк Меланшон – 15,0 %, Марин Ле Пен – 14,1 %; 2 тур: Макрон – 77,5 %. 2012 год. 1 тур: Николя Саркози — 33,9 %, Франсуа Олланд — 22,3 %, Марин Ле Пен — 12,7 %; 2 тур: Саркози — 58,7 %).
С 2021 года кантон в Совете департамента Вандея представляют мэр коммуны Кюган Сесиль Барро (Cécile Barreau) и мэр коммуны Мальевр Гийом Жан (Guillaume Jean) (оба – Разные правые).
|                | Кандидаты                 | Партия                   | Первый тур | Первый тур     | Второй тур | Второй тур |
| Кол-во голосов | Кандидаты                 | Партия                   | % голосов  | Кол-во голосов | % голосов  |            |
| -------------- | ------------------------- | ------------------------ | ---------- | -------------- | ---------- | ---------- |
|                | Сесиль Барро Гийом Жан    | Разные правые            | 6 143      | 70,37          | 6 527      | 79,59      |
|                | Мишель Лаиди Селин Советр | Коммунистическая партия  | 1 475      | 16,90          | 1 674      | 20,41      |
|                | Мари Бурден Кевен Мармен  | Национальное объединение | 1 112      | 12,74          |            |            |

|                | Кандидаты               | Партия             | Первый тур | Первый тур |
| Кол-во голосов | Кандидаты               | Партия             | % голосов  |            |
| -------------- | ----------------------- | ------------------ | ---------- | ---------- |
|                | Сесиль Барро Гийом Жан  | Правый блок        | 10 054     | 78,80      |
|                | Кристиана Вье Ги Гантье | Национальный фронт | 3 478      | 20,62      |